# Caryanda dehongensis
Caryanda dehongensis är en insektsart som beskrevs av Mao, B., J. Xu och G. Yang 2003. Caryanda dehongensis ingår i släktet Caryanda och familjen gräshoppor. Inga underarter finns listade i Catalogue of Life.